# Mutarea ștachetei
Mutarea ștachetei sau ridicarea ștachetei sau înălțarea ștachetei este o eroare logică informală în care cel care argumentează, odată ce i s-au prezentat evidențe contrare afirmației sale, redefinește afirmația sa fără să ia cunoștință de validitatea evidențelelor și a contra-argumentului.
Argumentul e invalid din moment ce se modifică afirmația astfel încât să satisfacă argumentul. Făcând asta, se poate construi o afirmație care este pseudo-adevărată și care devine invulnerabilă la combaterea rațională. 
Niciun scoțian adevărat este un exemplu particular pentru o astfel de eroare logică, unde definiția unui cuvânt este în mod ilicit modificată pentru a exclude exemplele nedorite.

## Exemple
Exemplul 1:
Antagonistul: "Criticul acela de film e clar că are prejudecăți; nici un film străin nu a primit mai mult de două stele de la el."
Protagonistul: "De fapt, cred că filmul Crouching Tiger, Hidden Dragon a primit trei și jumătate când a ieșit pe piață."
Antagonistul: "Da, bine, dar el niciodată nu a dat patru stele unui film străin."
Protagonistul: "Cred că i-a dat patru stele fimului No Man's Land."
Antagonistul: "Da, dar acele filme au câștigat Oscaruri, a fost nevoit să le voteze ca fiind foarte bune. Dar el niciodată nu a votat cu patru stele un film străin care nu a câștigat vreun Oscar."
Exemplul 2:
Antagonistul: "Evoluția e clar imposibilă; nici o formă de viață nu poate să se schimbe."
Protagonistul: "Hmm, zootehniștii fac asta tot timpul. De unde crezi că apar hibrizii?"
Antagonistul: "Da, dar aia e doar microevoluție. Din câine se naște tot câine. Nu poți crea o nouă specie."
Protagonistul: "De fapt e posibil. Sunt multe exemple de speciații observate."
Antagonistul: "Da, dar totuși nu ai decât o variaței a aceleași specii; niciodată nu vei avea un animal complet nou. Nu poți să dai naștere la o găină dintr-un câine."

## Discuție
Este o modalitate de respingere a unor contra-argumente prin ridicarea arbitrară a criteriilor de acceptare a unor evidențe în afara posibilității curente de a prezenta evidențe care să satisfacă acele criterii. Cu alte cuvinte când o tentativă de a depăși o ștachetă s-a efectuat cu succes, se înalță ștacheta astfel încât să se excludă succesul tentativei. Înălțarea repetată a ștachetei face ca afirmațiile să fie din ce în ce mai dificil de combătut și oponentul eventual va eșua. Dacă nimic nu funcționeză, eventual se va apela la abordarea unor subiecte pe care oponentul nu e în grad să le dezbată. La această procedură se apelează în ideea de a da impresia că un argument este corect când de fapt concluzia e ante-asumată.
Cheia pentru a înțelege această eroare logică este aceea de a înțelege ce vrea să însemne afirmația în discuție. În majoritatea cazurilor, afirmația este relativ largă și probabil face uz de termeni vag definiți. În exemplul 1, ce înseamnă faptul că criticul de film are prejudecăți? În mare parte a cazurilor, persoana care face astfel de afirmații are o idee informală, intuitivă asupra ceea ce înseamnă, dar nu poate articula evidența exactă pe baza căreia își fundamentează ideea. E posibil ca cineva să considere că un critic are prejudecăți deoarece în mod consistent califică mai prost decât el filmele străine, dar de fapt în general să fie de acord cu notele date de același critic filmelor autohtone. Este dificil să articulezi și și mai dificil să demonstrezi această prejudecată, dar e posibil să fie reală.
Pe de altă parte, mutarea ștachetei poate fi un semn că cel care face afirmația și-a fixat ideile și că este impermeabil la evidențe de orice fel. Dacă, de exemplu, este convins de existența unui tipar, atunci orice contra-exemplu singular este respins ca fiind nereprezentativ.

## Excepție de la regulă
"Mutarea ștachetei" poate fi legitimă când este folosită pentru a face mai explicită afirmația în dezbatere. Când amendamentul făcut la o afirmație este mai exact și mai folositor decât afirmația originală, atunci mutarea ștachetei este un simplu răspuns inteligent la o critică validă.
De asemenea, când semnificația frazei este clară, amendamentele din mutările ștachetei adesea degenerează în simple subterfugii semantice. De exemplu afirmația cum că "toți oamenii de știință în ziua de azi acceptă teoria gravitației" este probabil falsă în detaliu. Dacă petreci timpul în căutări asidue, probabil vei găsi o persoană, undeva în lume, cu pregătire științifică ce ar susține o opinie contrară în ciuda cvasi-universală a acceptării ei și a standardelor privind evidențele. Focalizarea dezbaterii pe singularul exemplu adaugă legitimitate unei controverse de altfel inexistente.